# Дзержинский фенольный завод
КХП «Фенольный завод» (ООО НПО «Инкор и К» КХП Фенольный завод, укр. ТОВ науково-виробниче об'єднання «Інкор і Ко» КХП Фенольний завод) — предприятие химической промышленности Украины, расположенное в посёлке городского типа Нью-Йорк, Торецк (бывш. Дзержинск), Донецкой области, единственное предприятие на территории СНГ с централизованной переработкой фенольного, нафталинового, пиридинового сырья, как побочных продуктов высокотемпературного коксования каменного угля.

## История
В 1916 г. на основании военного ведомства Российской империи было принято решение о строительстве фенольного завода в окрестностях с. Щербиновка, ныне Торецка. В период Первой мировой войны страна в нуждалась каменноугольном феноле — сырье для производства взрывчатых веществ. В июле 1917 г. завод заработал, однако за время Гражданской войны был разрушен. Лишь к 1927 г. завод смог возобновить производство по переработке коксохимического сырья.
В период Великой Отечественной войны завод снова был разрушен. После войны предприятие снова было восстановлено.
В ходе Российского вторжения на Украину, после начала наступления на Торецк в третий раз полностью разрушен. Территорию завода ВСУ превратили в укреплëнный район, и держали там оборону почти месяц.

## Деятельность

### Продукция
Компания перерабатывает коксохимические масла и производит нафталин технический и очищенный, фенол каменноугольный, ортокрезол, дикрезол, трикрезол, смесевые топлива, ингибиторы коррозии, а также связующее для сыпучих материалов.

### Объемы производства
На предприятии производится около 30 наименований сортов и марок продукции, 95 % которой идёт на экспорт.